# Wysoccan
Le wysoccan est un hallucinogène, connu pour être utilisé par les Indiens Algonquins lors de certains rites de passage, et pouvant causer des troubles mentaux et des pertes de mémoire.